# Вологі ліси островів Кайос-Міскітос та Сан-Андреса і Провіденсії
Вологі ліси островів Кайос-Міскітос та Сан-Андреса і Провіденсії (ідентифікатор WWF: NT0110) — неотропічний екорегіон тропічних та субтропічних вологих широколистяних лісів, розташований на островах біля східного узбережжя Центральної Америки.

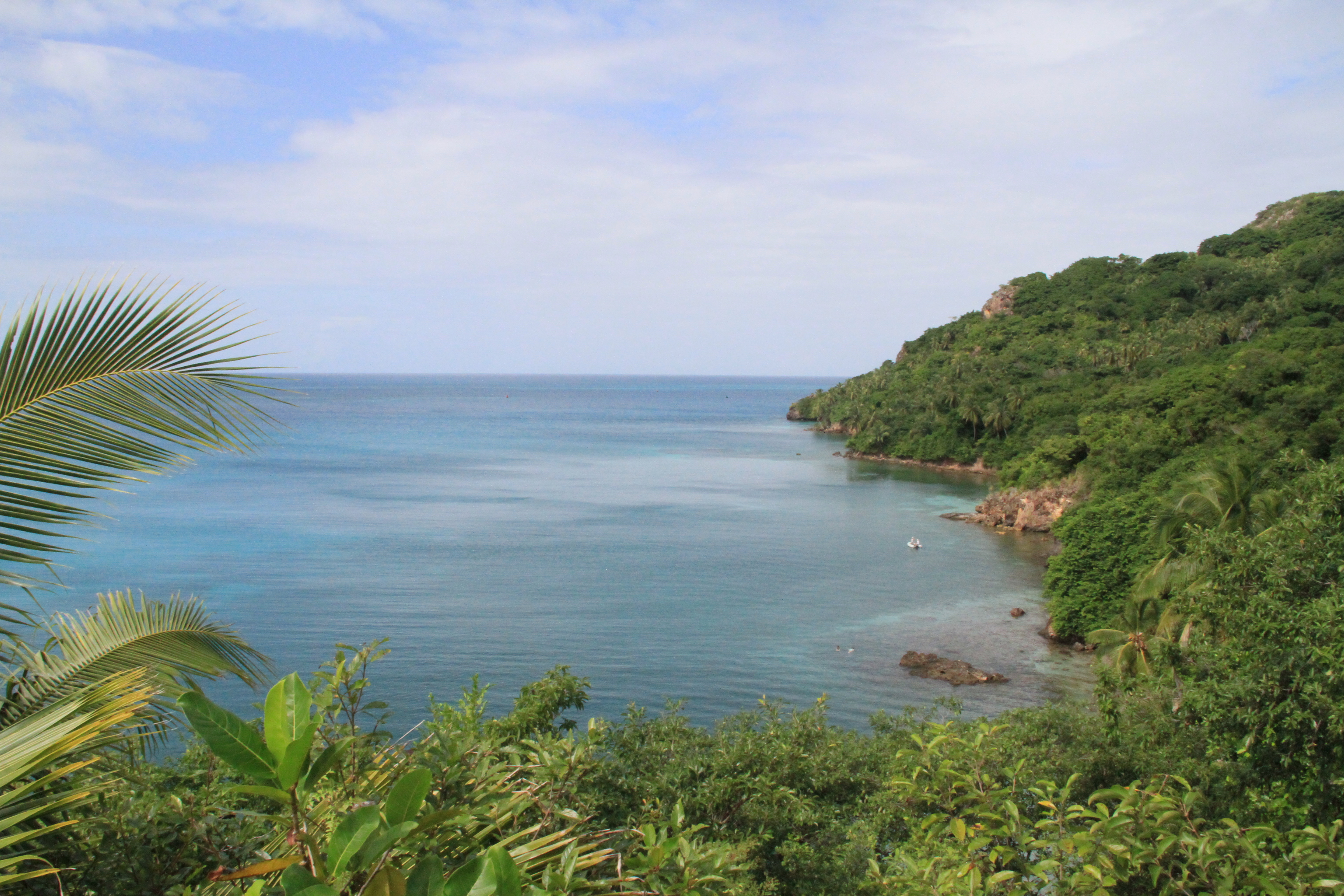
Узбережжя острова Провіденсія

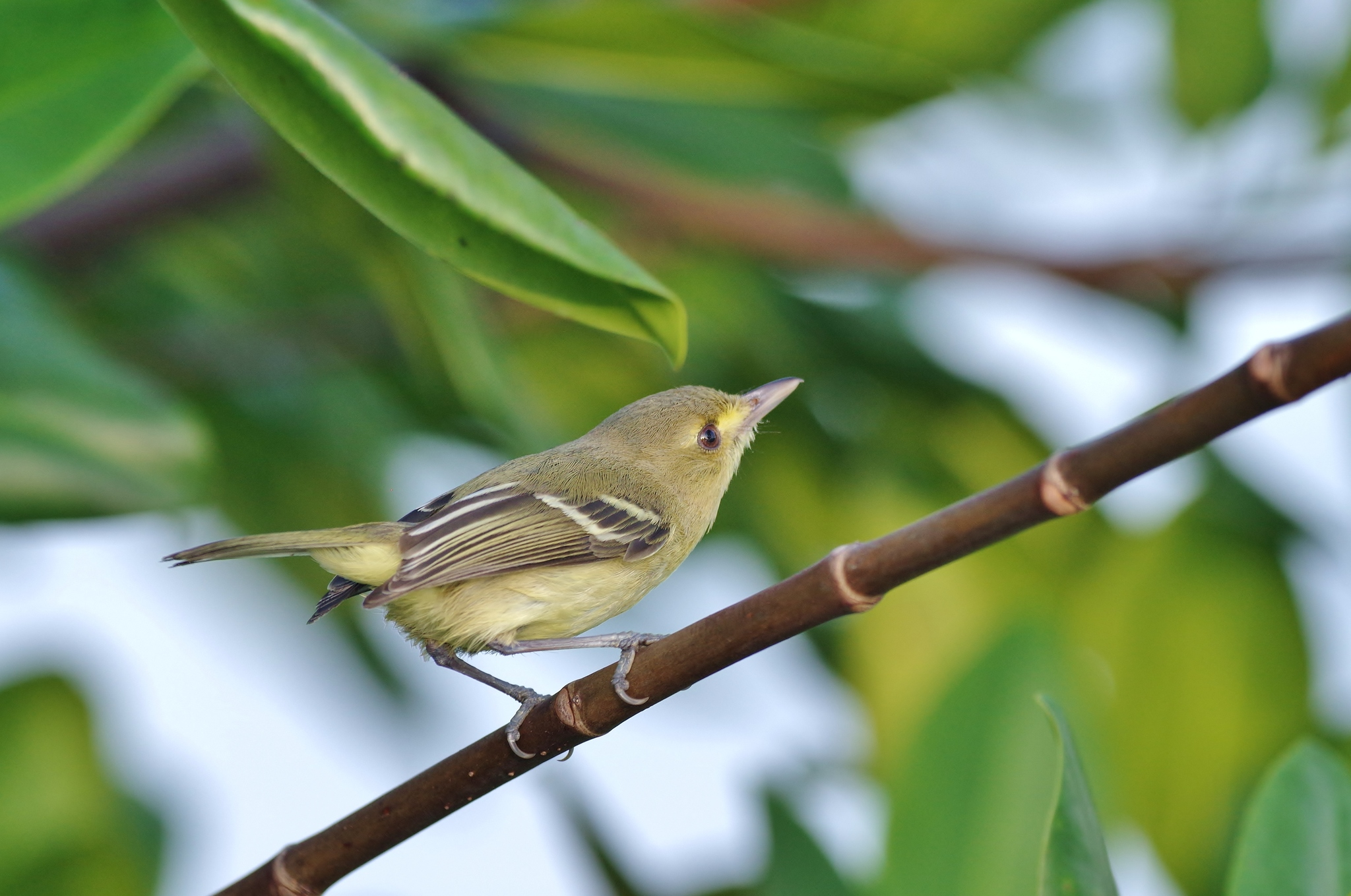
Острівний віреон (Vireo approximans)

## Географія
Екорегіон вологих лісів островів Кайос-Міскітос та Сан-Андреса і Провіденсії охоплює низку островів, розташованих на заході Карибського моря біля узбережжя Центральної Америки. Він включає архіпелаг Кайос-Міскітос та Кукурудзяні острови, які є частиною Нікарагуа, а також Сан-Андрес, Провіденсію та кілька менших островів, які складають колумбійський департамент Сан-Андрес-і-Провіденсія. Важливою особливістю островів екорегіону є великі навколишні коралові рифи, які є одними з найкраще збережених коралових рифів на Карибах.
Острів Сан-Андрес площею 26 км² лежить за 200 км на схід від нікарагуанського міста Блуфілдс та за 750 км на північ від узбережжя Колумбії. Цей кораловий острів утворився над вершиною згаслого вулкану, ймовірно, в часи міоцену. Його основу складають тверді білі коралові вапняки, перекриті молодшими вапняковими відкладами. Вздовж острова з півночі на південь проходить ланцюг пагорбів, які підіймаються на висоту до 55 м над рівнем моря.
За 88 км на північний схід від Сан-Андреса лежить Провіденсія площею 17 км² та менший острів Санта-Каталіна. В центральній частині Провіденсії розташований вапняковий гірський масив, який підіймається на висоту до 350 м над рівнем моря.
Кукурудзяні острови лежать за 70 км на схід від міста Блуфілдс. До їх складу входить Великий Кукурудзяний та Малий Кукурудзяний острови загальною площею 12,9 км². Найвищою вершиною архіпелагу є пагорб Плезант-Гілл заввишки 113 м, розташований на півночі Великого Кукурудзяного острова.
До складу архіпелагу Кайос-Міскітос, розташованого за 40 км на схід від міста Авастара на Москітовому березі Нікарагуа, входить острів Кайо-Майор площею 37 км² та близько 85 невеликих острівців, середня площа яких становить близько 6 км². Пагорби, розташовані на найвищих островах архіпелагу, підіймаються на висоту до 10 м над рівнем моря.

## Клімат
В межах екорегіону переважає тропічний мусонний клімат (Am за класифікацією кліматів Кеппена). Середня температура в регіоні становить близько 27 °C і незначно змінюється протягом року, а середньорічна кількість опадів становить 1700-2000 мм. Взимку в регіоні триває сухий сезон тривалістю 3-4 місяці, а протягом решти року — вологий сезон з двома піками кількості опадів, один з яких припадає на червень, а другий — на вересень-листопад. Сприятливе розташування островів екорегіону призводить до того, що урагани та тропічні шторми, характерні для Карибів, в регіоні трапляються рідко.

## Флора
Первинний рослинний покрив, поширений на більшій частині островів регіону, за винятком прибережних територій, був представлений невисокими тропічними лісами, частина дерев у яких скидала листя під час посушливого сезону. Ще з XVII століття на островах Сан-Андрес і Провіденсія почала відбувалися лісозаготівля, яка була зосереджена на найбільш цінних породах дерев: вест-індійських червоних деревах (Swietenia mahagoni), духмяних кедрелах (Cedrela odorata), фарбувальних маклюрах (Maclura tinctoria) та кампеєвих деревах (Haematoxylum campechianum). В подальшому ліси на островах були замінені бавовняними, а пізніше — кокосовими плантаціями. Наразі природна рослинність на островах екорегіону майже повністю знищена. Деградовані залишки лісів являють собою невисокі, густі зарості, у яких переважають звичайні лантани (Lantana camara) та різні види кротонів (Croton spp.), індигових кущів (Randia spp.) і ксилосм (Xylosma spp.). У прибережних районах на деяких островах зустрічаються мангрові ліси, основу яких складають чорні мангри (Avicennia germinans) та червоні мангри (Rhizophora mangle).

## Фауна
Серед наземних птахів, поширених на островах екорегіону, слід відзначити карибського голуба (Patagioenas leucocephala), білокрилу зенаїду (Zenaida asiatica), товстодзьобого ані (Crotophaga ani), бурого пелікана (Pelecanus occidentalis), скопу (Pandion haliaetus) та великохвостого гракла (Quiscalus mexicanus). Також на островах зустрічаються численні морські птахи, зокрема карибські фрегати (Fregata magnificens), білочереві сули (Sula leucogaster), жовтодзьобі сули (Sula dactylatra) та карибські мартини (Leucophaeus atricilla).
Ендеміками екорегіону є карибські віреони (Vireo caribaeus), поширені на острові Сан-Андрес, та острівні віреони (Vireo approximans), поширені на Провіденсії та на сусідніх островах. Крім того, ендеміками регіону є низка підвидів різних видів птахів, зокрема підвид ямайської горлички Leptotila jamaicensis neoxena, підвид зеленогрудого колібрі-манго Anthracothorax prevostii hendersoni, підвид карибської еленії Elaenia martinica cinerescens, підвиди чорновусого віреона Vireo altiloquus grandior і V. a. canescens, підвид сивого пересмішника Mimus gilvus magnirostris, підвид білокрилого трупіала Icterus leucopteryx lawrencii, підвиди золотистого пісняра-лісовика Setophaga petechia armouri і S. p. flavida, підвиди цереби Coereba flaveola tricolor і C. f. oblita та підвид чорноволого потроста Melanospiza bicolor grandior.
Єдиними місцевими ссавцями в екорегіоні є ямайські плодоїди (Artibeus jamaicensis) та кубинські ліковухи (Chilonatalus micropus), а також мексиканські мишачі опосуми (Marmosa mexicana), поширені на Великому Кукурудзяному острові. Інтродуковані сірі пацюки (Rattus norvegicus), поширені на Сан-Андресі, є загрозою для місцевих видів птахів та плазунів. У навколишніх водах Карибського моря зустрічаються звичайні афаліни (Tursiops truncatus), плямисті тропічні дельфіни (Stenella attenuata) та сірі дельфіни (Grampus griseus). Раніше на островах регіону зустрічалися карибські тюлені-монахи (Neomonachus tropicalis), однак наразі вони вимерли.
На Кукурудзяних островах, розташованих найближче до узбережжя Центральної Америки, зустрічається багато різних видів плазунів та амфібій. Серед поширених в екорегіоні плазунів слід відзначити крокодилових кайманів (Caiman crocodilus), звичайних ігуан (Iguana iguana), чорних шипохвостих ігуан (Ctenosaura similis), імператорських удавів (Boa imperator), очкових геконів (Sphaerodactylus argus) та майже ендемічних сент-джорджійських геконів (Aristelliger georgeensis), поширених на багатьох інших островах біля узбережжя Центральної Америки та Юкатану. Ендеміками екорегіону є сан-андреські батогохвости (Cnemidophorus espeuti), сан-андреські аноліси (Anolis concolor), краб-кейські аноліси (Anolis pinchoti), кукурудзянські аноліси (Anolis villai), кукурудзянські сцинки (Marisora magnacornae), сан-андреські сцинки (Marisora berengerae), провіденсійські сцинки (Marisora pergravis) та сан-андреські змії (Coniophanes andresensis), а також острівні леопардові жаби (Lithobates miadis), поширені на Великому Кукурудзяному острові.

## Збереження
Оцінка 2017 року показала, що 16 км², або 73 % екорегіону, є заповідними територіями. Природоохоронні території включають: Біологічний заповідник Кайос-Міскітос в Нікарагуа, а також Національний природний парк Олд-Провіденс-Мак-Бін-Лагун в Колумбії.